# Гнюсовые
Гнюсовые, или электрические скаты (лат. Torpedinidae), — семейство скатов из отряда электрических скатов. 
Это хрящевые рыбы, ведущие донный образ жизни, с крупными, уплощёнными грудными и брюшными плавниками, образующими диск, двумя спинными плавниками и хвостовым плавником. Длина хвоста зависит от вида. Для защиты они могут генерировать электрический ток. Эти скаты обитают в Атлантическом, Индийском и Тихом океанах. Максимальная зарегистрированная длина — 180 см. Окраска различных оттенков коричневого цвета. Рацион состоит в основном на донных костистых рыб. Эти скаты размножаются яйцеживорождением, эмбрионы питаются желтком и гистотрофом. Эти скаты не представляют интереса для коммерческого рыболовства. Название семейства Torpedinidae и типового рода Torpedo происходит от слова лат. torpere — «оцепенение», «неподвижность». Историческим словом лат. torpedo называли всех электрических рыб. Гнюсов используют в нейробиологии, поскольку их электрические органы состоят из модифицированных мускульных клеток, позволяющих проводить исследования нейромускульного соединения.

## Описание
Самый крупный вид гнюсов, чёрный электрический скат, чья масса может достигать 90 кг, способен генерировать электрический ток напряжением 220 вольт. Грудные плавники гнюсов формируют расширенный диск, длина которого приблизительно равна ширине. По обе стороны головы сквозь кожу проглядывают электрические парные органы в форме почек. Крошечные глаза выдаются над поверхностью тела на короткой ножке. Передний край тела имеет образует почти прямую линию. Сразу позади глаз расположены крупные брызгальца, у некоторых особей их края покрыты пальцевидными выступами. Ноздри расположены прямо перед ртом и соединены с ним парой широких борозд. Между ноздрями имеется короткий кожаный лоскут, перекрывающий рот. Вместительный рот образует очень длинную и широкую арку. Тонкие челюсти способны сильно растягиваться, но не могут выдаваться вперёд. У взрослых скатов имеется свыше 60 рядов мелких зубов на обеих челюстях. Каждый зуб оснащён тройным остриём. Ни нижней стороне диска расположены пять пар жаберных щелей.
Брюшные плавники довольно широкие и сращены передним краем с грудными плавниками, образуя округлый второй диск. Два спинных плавника имеют форму закруглённых лопастей и расположены очень близко к хвостовому плавнику, который очень схож с ними по размеру и форме. Хвост очень короткий. Кожа лишена чешуи и местами сморщена.
Окраска дорсальной поверхности колеблется от тёмного или красно-коричневого до сероватого, розоватого и жёлтоватого, узор отсутствует либо имеются неравномерно разбросанные тёмные и светлые отметины неправильной формы. Вентральная поверхность бледная.

## Классификация
В нижеприведённом систематическом перечне семейство гнюсовых понимается в широком смысле, согласно справочнику «Fishes of the World» Джозефа Нельсона (4-е и 5-е издания); роды и виды даны согласно сайту FishBase по состоянию на декабрь 2022 года. Сайт FishBase относит короткохвостого гнюса к собственному семейству Hypnidae.
- Подсемейство Hypninae T. N. Gill, 1862 — Гипнины
  - Hypnos A. H. A. Duméril, 1852 — Короткохвостые гнюсы
    - Hypnos monopterygius (G. Shaw, 1795) — Короткохвостый гнюс
- Подсемейство Torpedininae Bonaparte, 1838 — Торпединины
  - Tetronarce T. N. Gill, 1862
    - Tetronarce californica (Ayres, 1855) — Калифорнийский гнюс
    - Tetronarce cowleyi Ebert, Haas & de Carvalho, 2015
    - Tetronarce fairchildi (F. W. Hutton, 1872)
    - Tetronarce formosa (Haas & Ebert, 2006)
    - Tetronarce macneilli (Whitley, 1932)
    - Tetronarce microdiscus (Parin & Kotlyar, 1985) — Малодисковый электрический скат
    - Tetronarce nobiliana (Bonaparte, 1835) — Чёрный электрический скат, или чёрный гнюс
    - Tetronarce occidentalis (Storer, 1843)
    - Tetronarce peruana (Chirichigno F., 1963) — Перуанский электрический скат[10]
    - Tetronarce puelcha (Lahille, 1926)
    - Tetronarce semipelagica (Parin & Kotlyar, 1985) — Насканский электрический скат
    - Tetronarce tokionis (S. Tanaka (I), 1908)
    - Tetronarce tremens (F. de Buen, 1959) — Чилийский электрический скат

  - Torpedo Houttuyn, 1764 — Гнюсы, или электрические скаты
    - Torpedo adenensis M. R. de Carvalho, Stehmann & Manilo, 2002
    - Torpedo alexandrinsis Mazhar, 1987
    - Torpedo andersoni Bullis, 1962
    - Torpedo bauchotae Cadenat, Capapé & Desoutter, 1978
    - Torpedo fuscomaculata W. K. H. Peters, 1855
    - Torpedo mackayana Metzelaar, 1919
    - Torpedo marmorata A. Risso, 1810 — Мраморный электрический скат, или обыкновенный электрический скат, или мраморный гнюс
    - Torpedo panthera Olfers, 1831 — Индо-тихоокеанский электрический скат
    - Torpedo sinuspersici Olfers, 1831
    - Torpedo suessii Steindachner, 1898
    - Torpedo torpedo (Linnaeus, 1758) — Глазчатый (обыкновенный) электрический скат